# Portonaccio

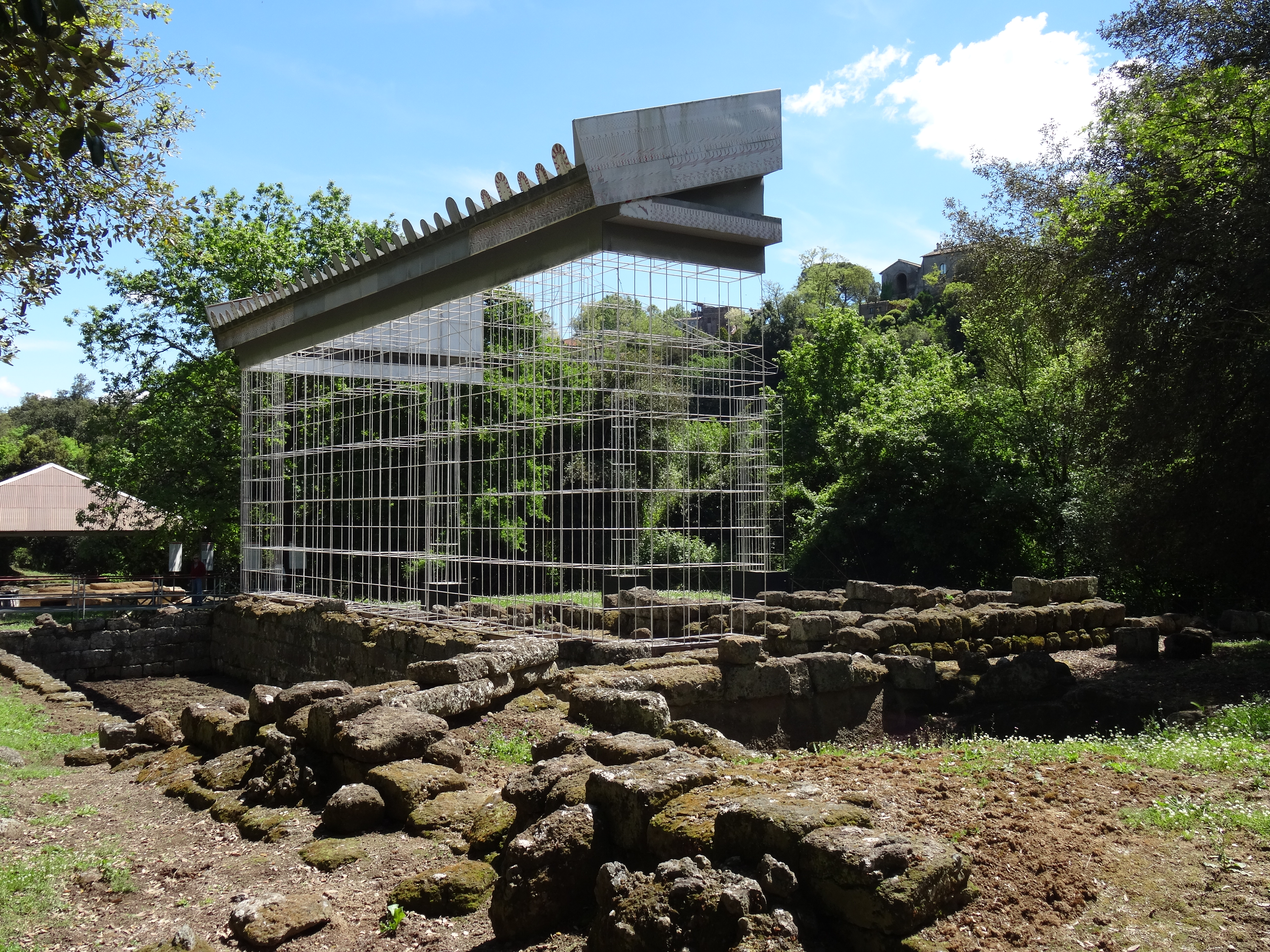

Portonaccio es un yacimiento arqueológico ubicado cerca de la antigua ciudad etrusca de Veyes, al norte de Roma, Italia central. No debe ser confundido con el barrio de la ciudad que lleva ese mismo nombre, que está en la parte oriental de la ciudad, cerca de la Vía Tiburtina.
El santuario de Minerva de Portonaccio fue el primer templo perteneciente al orden toscano que se erigió en Etruria (alrededor del 510 a. C.). La reconstrucción propuesta en 1993 por Giovanni Colonna junto con Germano Foglia, presenta un edificio de unos 18 metros cuadrados sobre un podio bajo con dos partes: primero un pronaos con dos columnas a modo de fachada, de 7 metros de profundidad y luego la parte posterior formada por tres cellas adyacentes de 9 metros de profundidad. Las columnas de 6 metros están hechas de toba con estuco como las paredes, que dentro del pronaos estuvieron decorados con varias pinturas sobre paneles de barro. El tejado era de madera cubierto con terracota policromada. La terracota tenía adornos de bronce y otros modelados a mano, entre los cuales se encuentran una espléndida serie de grandes acroteras con las cabezas de gorgonas, ménades y sátiros.
Este santuario, entre los más antiguos y venerados de toda Etruria, estaba en el exterior de la ciudad y a través de él pasaba una carretera que llevaba desde la ciudad de Veyes a la costa tirrena y las famosas salinas de Veyes. Junto al templo había una gran piscina con un túnel y una valla que encerraba los bosques sagrados. 
La recuperación de fragmentos del santuario determinaron el comienzo de las excavaciones de 1914, que siguieron después del descubrimiento de la famosa estatua de Apolo en 1916.
- Datos: Q2319979
- Multimedia: Sanctuary of Minerva (Portonaccio) / Q2319979